# Grez-sur-Loing

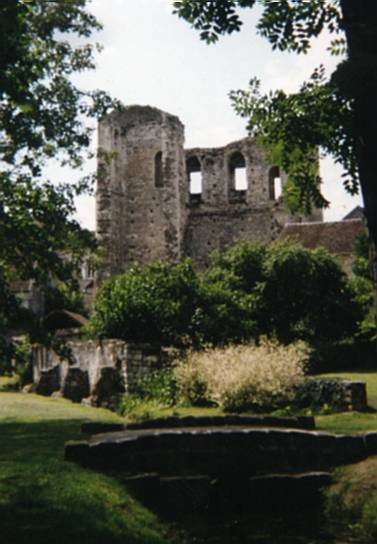
Ruiner av ortens borg

Grez-sur-Loing är en kommun i departementet Seine-et-Marne i regionen Île-de-France i norra Frankrike. Kommunen ligger i kantonen Nemours som tillhör arrondissementet Fontainebleau. År 2022 hade Grez-sur-Loing 1 457 invånare.
Grez-sur-Loing ligger söder om Paris och i södra utkanten av Fontainebleauskogen. Den är bekant för att många svenska och andra konstnärer och musiker bott eller tillbringat tid där, ofta på Pensionat Chevillon. Emma Löwstädt-Chadwick var bosatt där sedan 1882. Carl Larsson träffade sin fru Karin Bergöö när båda vistades i Grez. Den brittiske kompositören Frederick Delius bodde och avled där. Andra som har vistats i Grez-sur-Loing är Karl Nordström och Bruno Liljefors, August Strindberg, Julia Beck, flera  av Skagenmålarna samt Robert Louis Stevenson.

## Befolkningsutveckling
Antalet invånare i kommunen Grez-sur-Loing
| Referens: INSEE |